# Bumi Asri
Bumi Asri is een bestuurslaag in het regentschap Lampung Selatan van de provincie Lampung, Indonesië. Bumi Asri telt 864 inwoners (volkstelling 2010).